# Junellia minima
Junellia minima là một loài thực vật có hoa trong họ Cỏ roi ngựa. Loài này được (Meyen) Moldenke mô tả khoa học đầu tiên năm 1940.